# Guðrun Sólja Jacobsen
Guðrun Sólja Jacobsen (legtöbbször csak Guðrun, vagy Dániában Gudrun) (Tórshavn, 1982. július 11.) feröeri énekesnő. Tvøroyriben, Suðuroy szigetén született, jelenleg Dániában él.

## Pályafutása
Tvøroyriben, Suðuroy szigetén nőtt fel. Hatéves korától hét éven át zongorázni tanult, később évekig harsonázott egy helyi fúvószenekarban. Tizenhárom éves korában kezdett énekelni, középoskolás korában pedig a suðuroyi gospelkórusban énekelt, de az ismertséget az hozta meg neki, amikor 2003. április 4-én megnyerte a Stjerne for en aften tehetségkutató versenyt. Első lemeze, a Quiet Storm ugyanezen év augusztus 11-én jelent meg.

## Diszkográfia
- 2003: Quiet Storm
- 2005: Wake Up

### Külső hivatkozások
- Hivatalos honlap (dán)
- MySpace oldal (angol)
- Hivatalos rajongói oldal (dán)
- Guðrun Sólja Jacobsen az IMDb-n